# Tarnov, Bardejov
Tarnov este o comună slovacă, aflată în districtul Bardejov din regiunea Prešov. Localitatea se află la altitudinea de 330 m deasupra n.m., se întinde pe o suprafață de 5,84 km2 și în 2017 număra 385 de locuitori.

## Istoric
Localitatea Tarnov este atestată documentar din 1355.

## Demografie
| An:                | 1994 | 2004   | 2014   | 2024   |
| ------------------ | ---- | ------ | ------ | ------ |
| Număr de persoane: | 371  | 378    | 379    | 415    |
| Diferență:         |      | +1,88% | +0,26% | +9,49% |

| An:                | 2023 | 2024   |
| ------------------ | ---- | ------ |
| Număr de persoane: | 399  | 415    |
| Diferență:         |      | +4,01% |